# アレックス・コール (1994年生の外野手)
アレックス・M・コール（Alex M. Call, 1994年9月27日 - ）は、アメリカ合衆国ミネソタ州ダコタ郡バーンズビル出身のプロ野球選手（外野手）。右投右打。MLBのロサンゼルス・ドジャース所属。

## 経歴

### プロ入りとホワイトソックス傘下時代
2016年のMLBドラフト3巡目（全体86位）でシカゴ・ホワイトソックスから指名され、プロ入り。契約後、傘下のパイオニアリーグのルーキー級グレートフォールズ・ボイジャーズでプロデビュー。A級カナポリス・インティミディターズでもプレーし、2球団合計で73試合に出場して打率.308、6本塁打、35打点、14盗塁を記録した。
2017年はルーキー級アリゾナリーグ・ホワイトソックス、A級カナポリス、A+級ウィンストン＝セイラム・ダッシュでプレーし、3球団合計で61試合に出場して打率.207、3本塁打、33打点、5盗塁を記録した。
2018年はA+級ウィンストン＝セイラムとAA級バーミングハム・バロンズでプレーし、2球団合計で123試合に出場して打率.248、12本塁打、58打点、6盗塁を記録した。

### ガーディアンズ時代
2018年12月15日にヨンダー・アロンソとのトレードで、クリーブランド・インディアンス（2022年よりインディアンス→ガーディアンズへと改称）へ移籍した。
2019年は傘下のAA級アクロン・ラバーダックスでプレーし、81試合に出場して打率.205、5本塁打、31打点、5盗塁を記録した。
2020年は新型コロナウイルスの影響でマイナーリーグの試合が開催されなかったため、公式戦の出場は無かった。
2021年はAA級アクロンとAAA級コロンバス・クリッパーズでプレーし、2球団合計で109試合に出場して打率.262、15本塁打、50打点、15盗塁を記録した。
2022年は開幕をAAA級コロンバスで迎え、7月11日にメジャー契約を結んでアクティブ・ロースター入りした。同日のホワイトソックス戦でメジャーデビュー。8月5日にDFAとなった。

### ナショナルズ時代
2022年8月7日にウェイバー公示を経てワシントン・ナショナルズへ移籍した。この年メジャーでは2球団合計で47試合に出場して打率.237、5本塁打、13打点、3盗塁を記録した。
2023年は128試合に出場して8本塁打、38打点、9盗塁を記録するなど飛躍の年となった。ただ、盗塁死も同成功とほぼ同じ8個と走塁面で課題を残した。
2024年は30試合に出場と大幅に出場試合数を落とし、3本塁打、14打点、5盗塁 (1盗塁死)に留まった。ただ、打率は.343と3割台後半の好成績だった。
2025年は後述の移籍前までに72試合に出場して打率.274、3本塁打、26打点、1盗塁 (1盗塁死)を記録していた。

### ドジャース時代
2025年7月31日にマイナー投手のエリック・スワン、ショーン・ポール・リナンとのトレードでロサンゼルス・ドジャースへ移籍した。翌8月1日のタンパベイ・レイズ戦では、代打で初出場した。

## 詳細情報

### 年度別打撃成績
| 年 度    | 球 団    | 試 合 | 打 席 | 打 数 | 得 点 | 安 打 | 二 塁 打 | 三 塁 打 | 本 塁 打 | 塁 打 | 打 点 | 盗 塁 | 盗 塁 死 | 犠 打 | 犠 飛 | 四 球 | 敬 遠 | 死 球 | 三 振 | 併 殺 打 | 打 率 | 出 塁 率 | 長 打 率 | O P S |
| -------- | -------- | ----- | ----- | ----- | ----- | ----- | -------- | -------- | -------- | ----- | ----- | ----- | -------- | ----- | ----- | ----- | ----- | ----- | ----- | -------- | ----- | -------- | -------- | ----- |
| 2022     | CLE      | 12    | 16    | 12    | 2     | 2     | 0        | 0        | 0        | 2     | 0     | 6     | 0        | 0     | 0     | 4     | 0     | 0     | 4     | 0        | .167  | .375     | .167     | .542  |
| 2022     | WSH      | 35    | 115   | 102   | 16    | 25    | 3        | 1        | 5        | 45    | 13    | 3     | 3        | 0     | 0     | 11    | 0     | 2     | 26    | 2        | .245  | .330     | .441     | .772  |
| '22計    | WSH      | 47    | 131   | 114   | 18    | 27    | 3        | 1        | 5        | 47    | 13    | 3     | 3        | 0     | 0     | 15    | 0     | 2     | 30    | 2        | .237  | .336     | .412     | .748  |
| 2023     | WSH      | 128   | 439   | 375   | 43    | 75    | 14       | 1        | 8        | 115   | 38    | 9     | 8        | 3     | 2     | 53    | 0     | 6     | 78    | 1        | .200  | .307     | .307     | .614  |
| 2024     | WSH      | 30    | 113   | 99    | 15    | 34    | 9        | 0        | 3        | 52    | 14    | 5     | 1        | 0     | 0     | 12    | 0     | 2     | 19    | 2        | .343  | .425     | .525     | .950  |
| MLB：3年 | MLB：3年 | 205   | 683   | 588   | 76    | 136   | 26       | 2        | 16       | 214   | 65    | 17    | 12       | 3     | 2     | 80    | 0     | 10    | 127   | 5        | .231  | .332     | .364     | .696  |

- 2024年度シーズン終了時

### 年度別守備成績
| 年 度 | 球 団 | 左翼（LF） | 左翼（LF） | 左翼（LF） | 左翼（LF） | 左翼（LF） | 左翼（LF） | 中堅（CF） | 中堅（CF） | 中堅（CF） | 中堅（CF） | 中堅（CF） | 中堅（CF） | 右翼（RF） | 右翼（RF） | 右翼（RF） | 右翼（RF） | 右翼（RF） | 右翼（RF） |
| 年 度 | 球 団 | 試 合      | 刺 殺      | 補 殺      | 失 策      | 併 殺      | 守 備 率   | 試 合      | 刺 殺      | 補 殺      | 失 策      | 併 殺      | 守 備 率   | 試 合      | 刺 殺      | 補 殺      | 失 策      | 併 殺      | 守 備 率   |
| ----- | ----- | ---------- | ---------- | ---------- | ---------- | ---------- | ---------- | ---------- | ---------- | ---------- | ---------- | ---------- | ---------- | ---------- | ---------- | ---------- | ---------- | ---------- | ---------- |
| 2022  | CLE   | 1          | 0          | 0          | 0          | 0          | ----       | 2          | 2          | 0          | 0          | 0          | 1.000      | 7          | 5          | 0          | 0          | 0          | 1.000      |
| 2022  | WSH   | 27         | 37         | 0          | 0          | 0          | 1.000      | 4          | 5          | 0          | 0          | 0          | 1.000      | 1          | 2          | 0          | 0          | 0          | 1.000      |
| '22計 | WSH   | 28         | 37         | 0          | 0          | 0          | 1.000      | 6          | 7          | 0          | 0          | 0          | 1.000      | 8          | 7          | 0          | 0          | 0          | 1.000      |
| 2023  | WSH   | 34         | 53         | 0          | 0          | 0          | 1.000      | 81         | 220        | 4          | 1          | 1          | .996       | 9          | 16         | 0          | 0          | 0          | 1.000      |
| MLB   | MLB   | 62         | 90         | 0          | 0          | 0          | 1.000      | 87         | 227        | 4          | 1          | 1          | .996       | 17         | 23         | 0          | 0          | 0          | 1.000      |

- 2023年度シーズン終了時

### 背番号
- 65（2022年 - 同年8月4日）
- 62（2022年8月14日 - 同年終了）
- 17（2023年 - 2025年途中）
- 12（2025年途中 - ）